# Sopište (kommun)
Sopište (makedonska: Сопиште) är en kommun i Nordmakedonien. Den ligger i den centrala delen av landet, 14 km sydväst om huvudstaden Skopje. Antalet invånare är 5 656. Arean är 222 kvadratkilometer.
Följande samhällen finns i kommunen Sopište:
- Sopište
- Dolno Solnje
- Patiška Reka
- Sveta Petka
- Dobri Dol
- Čiflik
- Držilovo
- Nova Breznica
- Gorno Solnje
- Jabolci